# جوني غريفيث
جوني غريفيث (بالإنجليزية: Johnny Griffith)‏ هو مدير فني أمريكي، ولد في 27 مايو 1924 في كروفوردفيل في الولايات المتحدة، وتوفي في 28 أبريل 2003.

## وصلات خارجية
- جوني غريفيث على موقع قاعة جورجيا للمشاهير الرياضية (مؤرشف) (الإنجليزية)